# Coccocypselum capitatum
Coccocypselum capitatum är en måreväxtart som först beskrevs av Robert Graham, och fick sitt nu gällande namn av C.B.Costa och Mamede. Coccocypselum capitatum ingår i släktet Coccocypselum och familjen måreväxter. Inga underarter finns listade i Catalogue of Life.